# Beskonačno (album)
Beskonačno četvrti je studijski album makedonskog rock sastava Leb i sol, koji izlazi 1981. godine, a objavljuje ga diskografska kuća PGP RTB.
Nakon što je objavljen album Ručni rad, sastav napušta Nikola Dimuševski, a na njegovo mjesto dolazi Miodrag "Miki" Petkovski, koji ih također vrlo brzo napušta. Materijal za novi album Sledovanje prilagodili su za trio, a glazbu nisu mijenjali već su se zadržali na svom prepoznatljivom stilu. Bodan je na snimkama često upotrebljavao fretless bas, koji mu je omogućio pjevajući zvuk. Album sadrži obradu stare narodne skladbe "Zajdi", "Živa rana" koju je napisao Vlatko Stefanovski, "Kasno popodne" od Garabeta Tavitijana (gost na rogu Stjepko Gut) i "Skakavac" od Bodana Arsovskog.
Nakon što je album izdan, sastav napušta bubnjar Garabet Tavitijan, a na njegovo mjesto dolazi Dragoljub Đuričić iz YU grupe.

## Popis pjesama

### A strana
1. "Hars" (4:06)
2. "Skakavac" (3:04)
3. "Živa rana" (5:43)
4. "Ajde sonce zajde" (5:00)

### B strana
1. "Beli mrak" (3:28)
2. "Neplaćena struja" (4:06)
3. "U tom je stvar" (3:43)
4. "Stomačne vijuge" (2:55)
5. "Kasno popodne" (4:46)

## Izvođači
- Vlatko Stefanovski - gitara, vokal
- Bodan Arsovski - bas gitara
- Garabet Tavitijan - bubnjevi

Glazbeni gost
- Stjepko Gut - rog

### Produkcija
- Producent - Josip Boček
- Aranžer - Leb i sol
- Snimatelj - Tahir Durkalić
- Fotografija, dizajn - Grčev Miroslav

## Vanjske poveznice
- Discogs - Recenzija albuma